# Minna Falk
Minna Falk (* 26. November 1874 in Heide (Holstein); † August 1938 in Babelsberg) war eine deutsche Schriftstellerin.

## Leben
Sie wurde als Minna Stange geboren. Sie lebte in Kyritz und veröffentlichte Erzählungen in Zeitschriften wie Reclams Universum und Mecklenburgische Monatshefte. Ihre Romane sind überwiegend Werke der Kinder- und Jugendliteratur. In den 1930er Jahren zog sie nach Nowawes, das am 1. April 1938 durch den Zusammenschluss mit der Villenkolonie Neubabelsberg zur Stadt Babelsberg wurde, die wenige Monate nach ihrem Tod als ein Ortsteil von Potsdam eingegliedert wurde. Diese in kurzer Zeit erfolgten Änderungen führen zu unterschiedlichen Angaben des Sterbeortes der Schriftstellerin.

## Werke (Auswahl)
- Ein Einbruch. Skizze, in: Reclams Universum, Moderne illustrierte Wochenschrift, Band 39, Philipp Reclam jun., Leipzig 1923, S. 408–409.
- Sturms. Roman, J. F. Steinkopf, Stuttgart 1925.
- Meta Gragert. Roman,  A. Scherl, Berlin 1926.
- Ehe. Roman, J. F. Steinkopf, Stuttgart 1926.
- Kämpfer. Roman, A. Scherl, Berlin 1928.
- Die beiden Ringe. Roman, A. Scherl, Berlin 1929.
- Mutter und Tochter. Roman, A. Scherl, Berlin 1930.
- Hete wandert in den Frühling. Eine unmoderne Liebesgeschichte. Roman, Scherl, Berlin 1931.
- Schloss und Schlüssel. Roman, Scherl, Berlin 1932.
- Zweite Blüte. Roman, Scherl, Berlin 1935.
- Wine wird flügge. Roman, Payne, Leipzig 1936.
- Tut wächst ins Leben. Roman, Scherl, Berlin 1937.
- Der Weg der Annemarie Volkens. Roman, Payne, Leipzig 1937.